# أولاد موسى (سيدي عابد)
أولاد موسى هي إحدى مشيخات المملكة المغربية التي تتبع جغرافيا وإداريا لإقليم الجديدة و لجماعة سيدي عابد. يقدر عدد سكانها بـحوالي 9070 نسمة حسب الإحصاء الرسمي للسكان والسكنى لسنة 2014.

## لائحةالدواوير
تتألف هذه المشيخة من الدواوير التالية: الخماملة الصفا،الكواملة، الدحامنة، أولاد السي عبو، أولاد الحاج محمد، أولاد حمودة، الفطانسة، أولاد يحيى، الخراشفة، الحدادة، القرينات، الجعافرة، أولاد موسى الأصليون، أولاد موسى - أولاد حمو، أولاد موسى - العسري، الكواكة، الجعافرة - الزراولة، الطيايبة، والعطاطرة.